# Le Dessous du ciel
Le Dessous du Ciel est une série télévisée franco-suisse de Roger Gillioz, adaptée du roman homonyme de Dominique Piett (alias Hélène Honnorat) et diffusée pour la première fois à partir du 11 octobre 1974 sur la deuxième chaîne de l'ORTF.

## Synopsis
Après avoir échoué à son examen de secrétaire, Joëlle Gavarnier part en Suisse rejoindre sa mère qui y vit séparée de son père depuis de nombreuses années. Elle retrouve un ami d'enfance, Louis, qui en compagnie de son camarade Franck met la main aux derniers préparatifs d'un meeting de parachutisme. La jeune fille partagera très vite la passion des deux hommes et, en dépit des pressions familiales et de son complexe d'infériorité, parviendra à s'imposer comme une véritable professionnelle de la discipline. Joëlle, Louis et Franck formeront le trio des « voltigeurs de l'air » qui se produira en spectacle avec succès. Mais l'arrivée d'un nouveau pilote, Mike, dont Joëlle va tomber amoureuse, amènera des tensions et des jalousies qui mettront en question l'avenir de la troupe.

## Fiche technique
- Titre : Le Dessous du Ciel
- Réalisation : Roger Gillioz
- Scénario : Roger Gillioz d'après le roman autobiographique de Dominique Piett[4] (alias Hélène Honnorat).
- Dialogues : Alain Quercy
- Musique : Thierry Fervant
- Chanson : Patrice Galland
- Photographie : Roger Fellous • Jean-Jacques Guyard
- Caméras : Éric Faucherre • Igaal Niddam
- Caméraman parachutiste : Martial Malié
- Assistants opérateurs : Raphaël Rebibo • Christian Ritt
- Chefs électriciens : Jean-Luc Girardet • Jean Le Bihan
- Son : Yvon Dacquay • Paul Girard
- Perchistes : Jean-Paul Mugel • Gérard Rhône
- Direction du montage : Pierre Houdain
- Montage : Michel Hirtz
- Maquillage : Jocelyne Blankenstijn • Geneviève Monteilh
- Scripte : Isabelle Sals
- 1er assistant réalisateur : Henri Lacombe
- 2e assistants réalisateur : Gilles Legrand • Gérard Louvin
- Régisseurs généraux : François Blancpain • Jack Mohnsam
- Régisseurs adjoints : Alain Cosandier • Jean-Marc Diamedo
- Secrétaires de production : Michèle Bezençon • Muriel Vallée
- Producteur délégué : Claude Matalou
- Production : ORTF • Telfrance
- Durée : 24 épisodes de 13 minutes
- Pays :  France
- Première diffusion :
  -  France : 11 octobre 1974 sur La deuxième chaîne
  -  Suisse : 13 juillet 1976
  -  Allemagne : 1976 sur ARD[5]
- Rediffusions :
  -  France : février mars 1978 sur Antenne 2 et juillet août 1985 sur Antenne 2
  -  Allemagne : janvier avril 1983 sur ARD
- Autres titres connus :
  -  Allemagne : Ein Mädchen fällt vom Himmel

## Distribution
- Marie-Georges Pascal : Joëlle Gavarnier
- Gérard Chambre : Louis
- Patrick Verde : Franck
- Pierre Brice : Mike, le pilote
- Jacqueline Parent : Agnès
- André Cellier : Philippe Gavarnier, le père de Joëlle
- Henri Deus : Hervé, le frère de Joëlle
- Maria Perschy : Éliane, la mère de Joëlle
- Rüdiger Bahr : Raoul
- Gérard Carrat : Jean-Pierre, le directeur de Mauville
- Rosemarie Fendel : Tante Peggy
- Jenny Arasse : Tania
- Jean Amos : Titou
- Marie-Ève Edelstein : Lise, la petite sœur de Joëlle
- Frank Baugin : Denis, le petit frère de Joëlle
- John Abbey : Laverne
- Lise Ramu : Maryse, la secrétaire de Mauville
- Simone Bardoux : la gouvernante
- Antoinette Martin : Brigitte, une parachutiste
- Claude Stratz : Julien
- Danièle Bounaix : la stagiaire fiancée
- Pascal Dayler : un stagiaire
- Jacques Ferry : un stagiaire
- Michel Fidanza : un stagiaire
- Jean-Claude Roduit : un stagiaire
- André Mathez : le mari de Brigitte
- Jean-René Clayre : un parachutiste
- Gérard Bloch : un parachutiste
- Philibert Gruffel : un parachutiste
- Christian Joli-Bois : un parachutiste
- Yves Gaillard : le stagiaire mécanicien
- Daniel Salagnac : le stagiaire magasinier
- Robert Schmid : le maire de Sainte-Gorrine
- Jacqueline Tindel : la femme du maire
- Pierre Gatineau : le député
- Claudine Berthet : la paysanne
- Philibert Roux : le jeune paysan
- Théo Jehanne : un dirigeant
- Jacqueline Damien : la femme snob
- Pierre Holdener : le barbu
- Gamil Ratib : le prince
- Aude Loring : la petite amie du prince
- André Savoie : André Borin, le moniteur doublé en chute par André Chambon
- André Fiaux : un membre du jury
- Corinne Coderey : la journaliste
- Jean-François Acker : un parachutiste
- Yves Garnier : l'ami de Mike
- Liliane Mattana : la femme
- Jean-Marie Noguier : le jeune homme
- Brigitte Winstel : la secrétaire à Royan
- Walter Schoechli : le maire de Sion
- Bruno Bagnoux : le pilote de l'hélicoptère
- Alain Chevallier : le reporter
- André Mauriand : le capitaine de gendarmerie
- Hélène Friedli : la mariée
- Gérard Lonvin : le marié
- Françoise Viau : l'infirmière à Sion
- Jean-Claude Weibel : le médecin à Sion
- Jacques Galland : le professeur Moreau
- Isabelle Desgranges : une infirmière
- Hélène Legrand : une infirmière
- Claude Para : un spectateur
- Jacques Couturier : un médecin
- Jacques Taris : un médecin
- Guy Marly : un médecin

## Tournage
Le Dessous du ciel a été tourné en Suisse avec le concours de l'aéroclub de Sion. Les comédiens ont été doublés par les membres du Para-Club de Savoie pour les séquences de saut.

## Produits dérivés
Bande originale : 45 tours M Records (MS 219) distribué par Barclay:
- Face A : version instrumentale, musique composée par Thierry Fervant
- Face B : version chantée, La Chanson Des Paras interprétée par Fraternity, paroles de Patrice Galland